# Kênh đào Rideau
Kênh đào Rideau được xây dựng vào đầu thế kỷ thứ 19. Nó có chiều dài 202 km, kéo dài từ thủ đô Ottawa đến cảng Kingston trên hồ Ontario ở phía nam. Người Anh xây dựng nó với mục đích ban đầu là để phục vụ quân sự, nhằm kiểm soát khu vực, bảo vệ thuộc địa chống lại Hoa Kỳ. Rideau là một trong những con kênh đầu tiên trên thế giới được xây dựng để phục vụ cho tàu hơi nước qua lại. Hiện nay, cấu trúc, công sự của kênh đào này vẫn được bảo tồn nguyên vẹn và nó vẫn được sử dụng cho mục đích đi lại.
Kênh đào Rideau là ví dụ điển hình cho một kênh đào ở Bắc Mỹ, thể hiện công nghệ xây dựng của người châu Âu. Chính nhờ có Rideau mà người Anh đã bảo toàn được thuộc địa Canada, khiến Bắc Mỹ hiện nay đã tồn tại hai quốc gia (Hoa Kỳ và Canada) thuộc hai thể chế.